# TEM5型柴油机车
TEM5型柴油机车（俄语：ТЭМ5）是苏联铁路的调车柴油机车车型之一，由布良斯克机械制造厂设计制造，于1969年至1974年间共生产了17台。

## 发展历史
为了进一步改善TEM2型柴油机车的燃油经济性及工作效率，布良斯克机械制造厂在1969年试制了首台TEM5型柴油机车。该型机车装用一台由科洛姆纳内燃机车制造厂研制、装车功率为1200马力的3А-6Д49型四冲程柴油机（苏联国家标准GOST型号为8ЧН26/26），以及ГП-319Б型牵引发电机、ЭД-107А型牵引电动机。
1970年，TEM5-002号机车在全苏铁道运输科学研究院的环形铁道试验线上进行了热工牵引及动力学性能试验。1974年4月至9月，TEM5-013号机车再次在环形铁道试验线上进行试验。试验结果显示，TEM5型柴油机车与TEM2型机车相比，其牵引性能和工作效率并没有明显优势，引发电机的工作效率比TEM2型机车低约2～3%，辅助功率消耗亦大于TEM2型机车，而且6Д49型柴油机在怠速运转时的稳定性较差，提高转速时排放黑烟量较大。因此，TEM5型柴油机车并未批准批量生产。

## 技术特点
TEM5型机车采用了与TE109型柴油机车相同的无导框式轴箱三轴转向架，牵引齿轮传动比为15：68，机车全轴距由TEM2型机车的12,800毫米缩短到12,670毫米。
3А-6Д49型柴油机是Д49型柴油机的系列产品之一，为八气缸、四冲程、二级增压带中间冷却的V型中速柴油机，气缸直径为260毫米，活塞冲程为260毫米，额定转速为每分钟1000转，装车功率为1200马力，单位燃料消耗量为150～162克/有效马力·小时。
机车传动装置采用直—直流电传动，柴油机通过联轴器直接驱动一台ГП-319Б型直流牵引发电机，再供给六台并联的直流牵引电动机。牵引发电机额定功率为780千瓦，采用独立励磁及自然通风冷却；牵引电动机采用ЭД-107А型直流串励牵引电动机，额定功率为112千瓦，额定电压为215伏（605安培）。TEM5型柴油机车亦具有柴油机—发电机功率联合调节器，调节系统采用了磁放大器，使柴油机的功率能得到充分利用。为扩大机车恒功速度范围，机车能够对牵引电动机使用二级磁场削弱，磁场削弱率分别为48%及25%。МВГ-25/11型辅助直流发电机和В-607型励磁机安装在同一单元内，即А-708型双机组，用来提供牵引发电机励磁电流、蓄电池充电、控制电源和照明电源。

## 参看
- TEM2型柴油机车
- TEM3型柴油机车
- TE109型柴油机车